# Zaglyptogastra maiada
Zaglyptogastra maiada is een insect dat behoort tot de orde vliesvleugeligen (Hymenoptera) en de familie van de schildwespen (Braconidae). De wetenschappelijke naam van de soort werd voor het eerst geldig gepubliceerd door El-Heneidy & Quicke in 1991.